# Бетанкур на Соми
Бетанкур на Соми (фр. Béthencourt-sur-Somme) насеље је и општина у североисточној Француској у региону Пикардија, у департману Сома која припада префектури Перон.
По подацима из 2011. године у општини је живело 131 становника, а густина насељености је износила 45,64 становника/km². Општина се простире на површини од 2,87 km². Налази се на средњој надморској висини од 58 метара (максималној 83 m, а минималној 53 m).

## Демографија
| 1962. | 1968. | 1975. | 1982. | 1990. | 1999. | 2011. |
| ----- | ----- | ----- | ----- | ----- | ----- | ----- |
| 107   | 132   | 118   | 117   | 122   | 110   | 131   |

График промене броја становника у току последњих година